# Mycalesis francisca
Mycalesis francisca är en fjärilsart som beskrevs av Pieter Cramer 1782. Mycalesis francisca ingår i släktet Mycalesis och familjen praktfjärilar. Inga underarter finns listade i Catalogue of Life.

## Bildgalleri

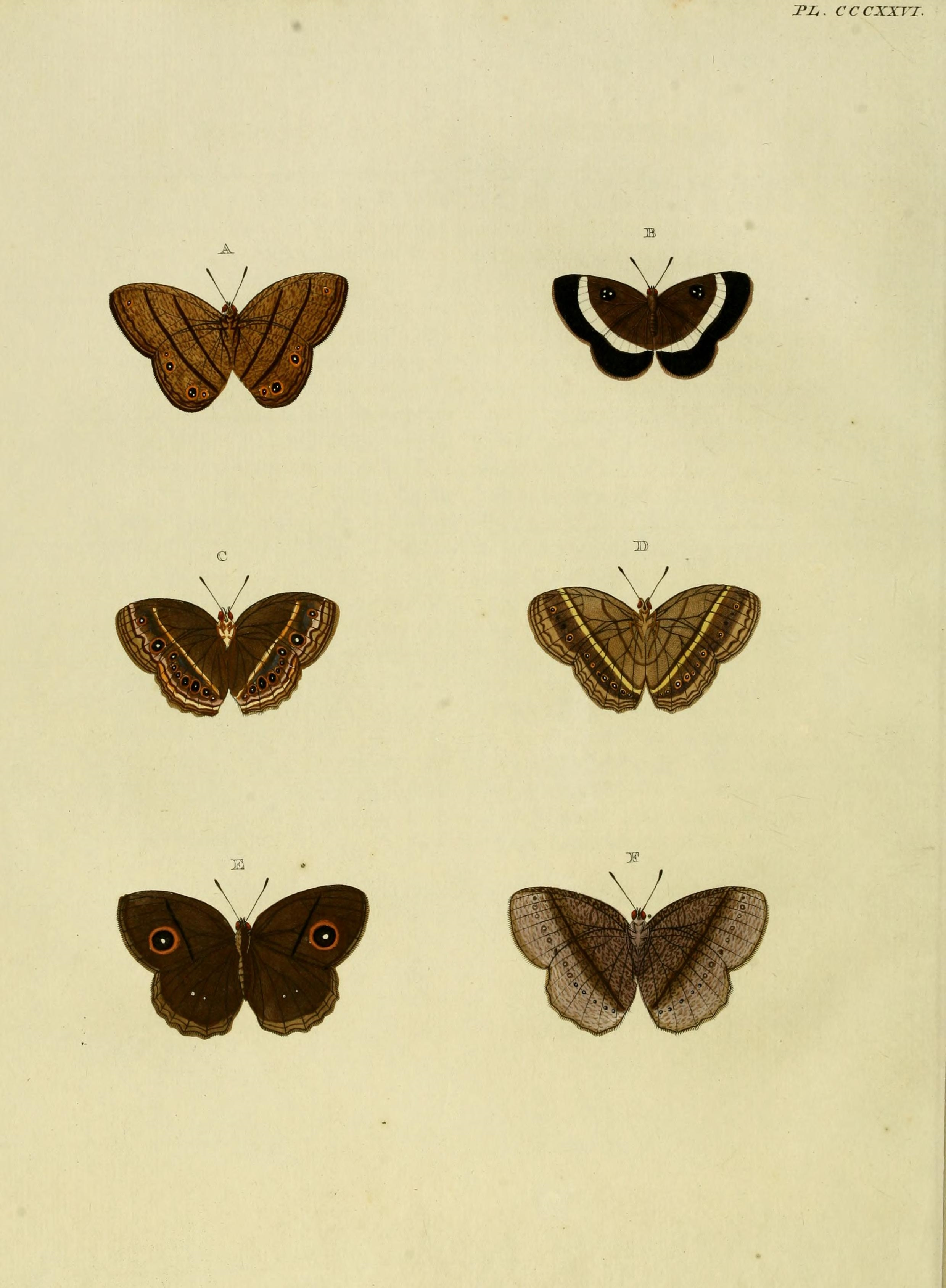
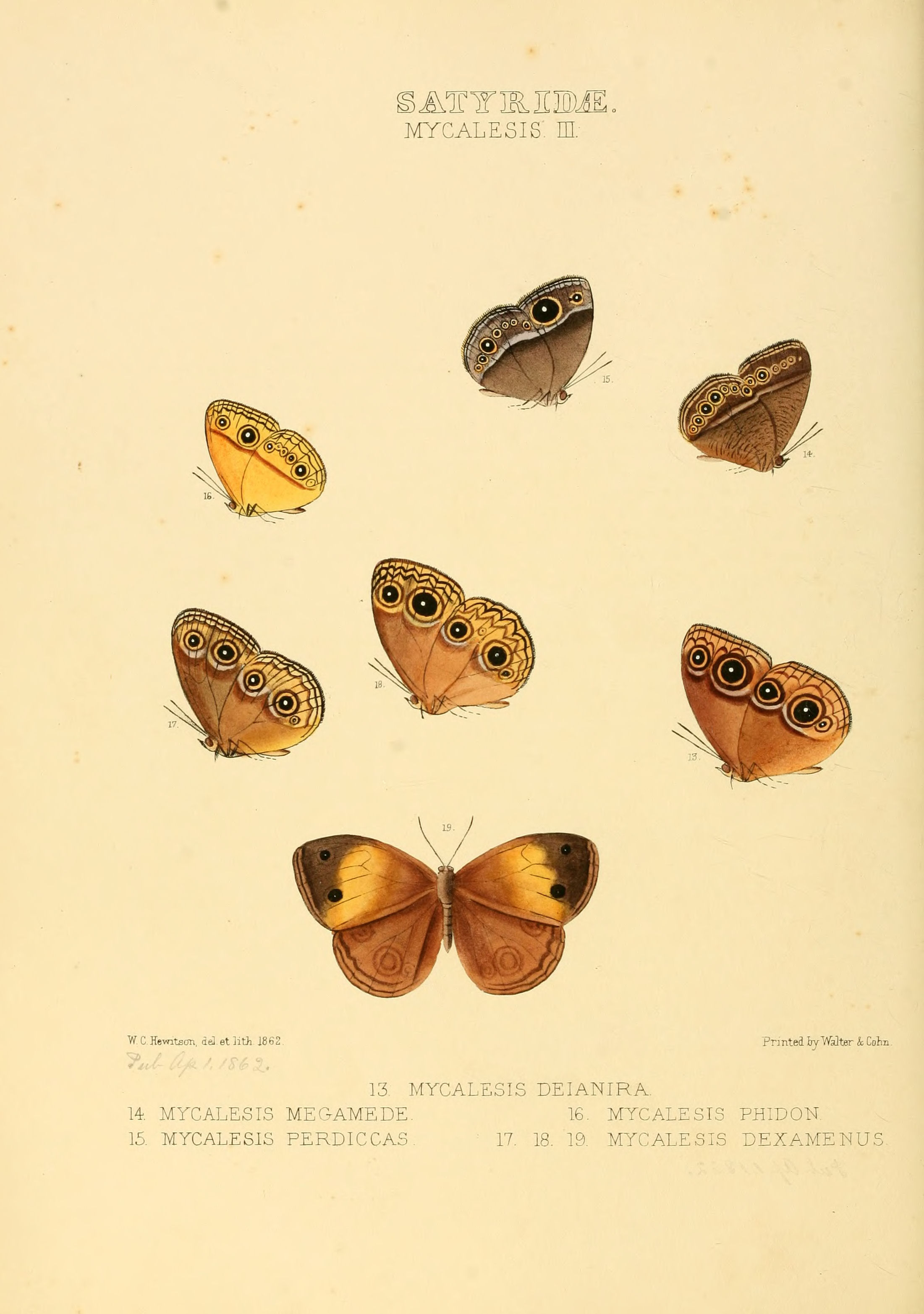
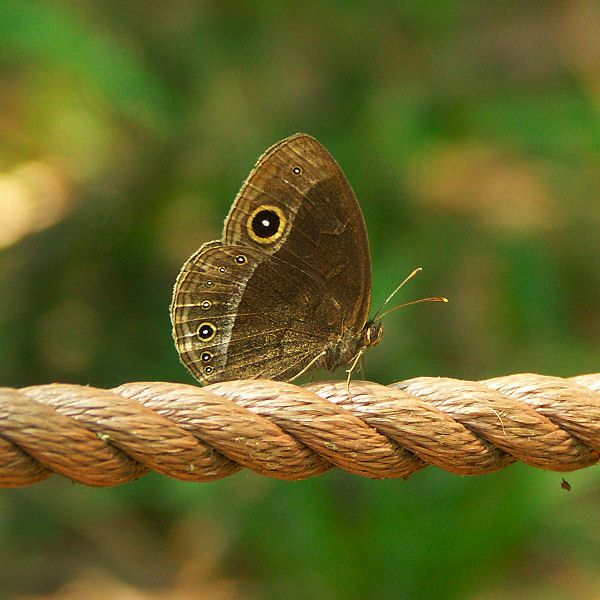